# Eoophyla euprepialis
Eoophyla euprepialis là một loài bướm đêm trong họ Crambidae.